# 5615 Iskander
5615 Iskander eller 1983 PZ är en asteroid i huvudbältet som upptäcktes den 4 augusti 1983 av den rysk-sovjetiska astronomen Ljudmila Karatjkina vid Krims astrofysiska observatorium på Krim. Den är uppkallad efter den sovjetisk-ryske författaren Fazil Iskander.
Asteroiden har en diameter på ungefär fem kilometer och tillhör asteroidgruppen Levin.